# Villanueva del Aceral
Villanueva del Aceral község Spanyolországban, Ávila tartományban.  Lakosainak száma 92 fő (2024).

## Népesség
A település népessége az utóbbi években az alábbiak szerint változott:
| Lakosok száma | 177  | 167  | 160  | 159  | 158  | 141  | 138  | 118  | 105  | 92   |
|               | 2001 | 2004 | 2006 | 2009 | 2011 | 2014 | 2016 | 2019 | 2021 | 2024 |